# Paradosso del bibliotecario
Il paradosso del bibliotecario è un'altra versione del paradosso di Russell dovuta al filosofo e matematico francese Ferdinand Gonseth.

Essa può essere così raccontata:
Al responsabile di una grande biblioteca viene affidato il compito di produrre gli opportuni cataloghi. Egli compie una prima catalogazione per titoli, poi per autori, poi per argomenti, poi per numero di pagine e così via. Poiché i cataloghi si moltiplicano, il nostro bibliotecario provvede a stendere il catalogo di tutti i cataloghi. A questo punto nasce una constatazione. La maggior parte dei cataloghi non riporta se stessa, ma ve ne sono alcuni (quali il catalogo di tutti i volumi con meno di 5000 pagine, il catalogo di tutti i cataloghi, ecc.) che riportano se stessi. Per eccesso di zelo, lo scrupoloso bibliotecario decide, a questo punto, di costruire il catalogo di tutti i cataloghi che non includono sé stessi. Il giorno seguente, dopo una notte insonne passata nel dubbio se tale nuovo catalogo dovesse o non dovesse includere se stesso, il nostro bibliotecario chiede di essere dispensato dall'incarico.
Si può notare come la prima traduzione scherzosa dell'antinomia di Russell, quella del cosiddetto paradosso del barbiere, non dia origine ad un vero paradosso logico: il fatto che la relazione "fare la barba a..." sia definita per tutti gli abitanti dell'isola meno che per il barbiere, non è diversa dal fatto che, nei numeri reali la proprietà "avere un numero inverso" valga per tutti tranne lo zero.
Osserva E.W. Beth: "Il dilemma [del barbiere] non costituisce un dilemma per la logica. Infatti l'ipotesi che l'una o l'altra regola di diritto abbia delle conseguenze assurde, non è in sé assurda. Un siffatto avvenimento può sollevare gravi questioni di diritto [...] ma non dà luogo a problemi logici". 

La traduzione scherzosa di Skolem conserva meglio il carattere dell'originaria antinomia di Russell. 
Un'altra versione del paradosso è quello della biblioteca infinita, nella quale sono presenti anche i volumi mai scritti su cose mai pensate, o mai esistite, e che include, ancor più paradossalmente, anche il catalogo di tutti cataloghi che non includono sé stessi.
Incidentalmente, si ricorda che sul paradosso del bibliotecario scrissero sia Jorge Luis Borges sia Umberto Eco. Il primo nel racconto La biblioteca di Babele, contenuto nel volume Finzioni, e con varie allusioni nei testi su Uqbar, il secondo citando il primo nel De Bibliotheca.

## Paradossi simili
- Paradosso di Russell
- Paradosso del barbiere
- Paradosso dell'eterologicità di Grelling-Nelson